# Candelaria (Tenerife)
Candelaria je jednou z 31 obcí na španělském ostrově Tenerife. Nachází se v centrální části ostrova, sousedí s municipalitami El Rosario, La Matanza de Acentejo, La Victoria de Acentejo a Arafo. Její rozloha je 49,53 km², v roce 2019 měla obec 27 985 obyvatel. Je součástí comarcy Valle de Güímar.
Toto město je hlavní poutní místo na Kanárských ostrovech díky obrazu Panny Marie Candelárské (Virgen de la Candelaria) patronky souostroví, který se nachází ve zdejší bazilice.

## Galerie

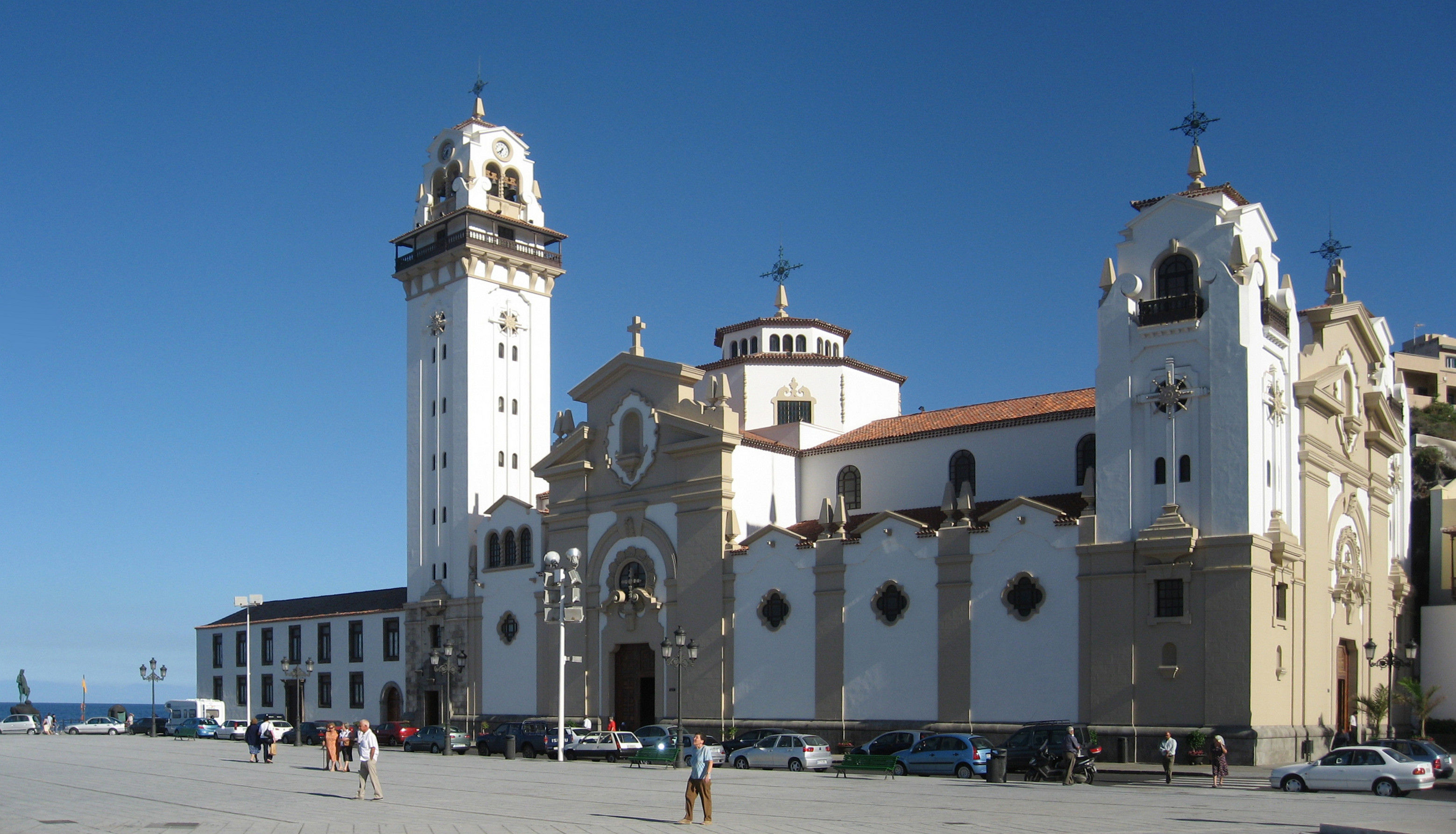
Bazilika Panny Marie
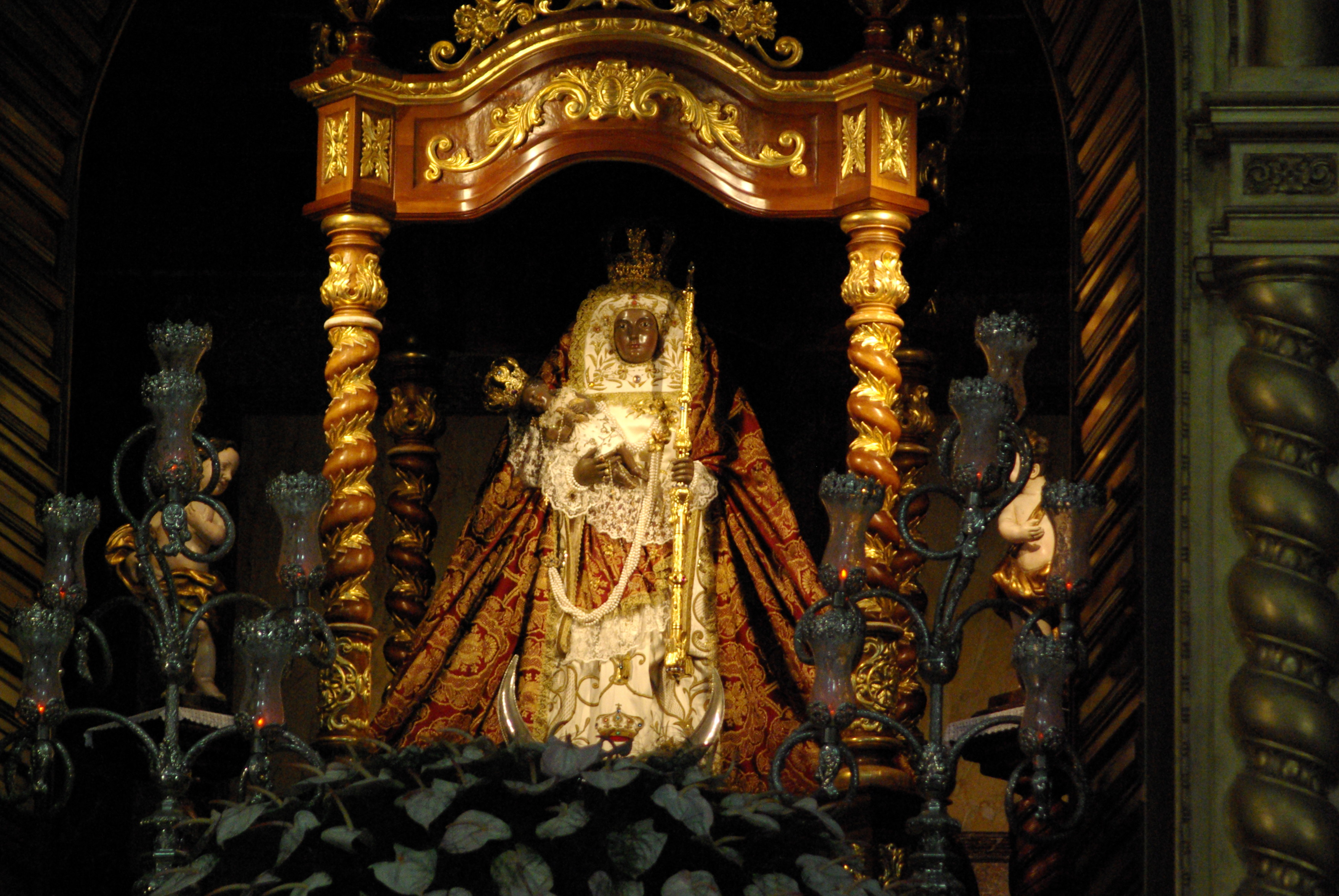
socha Panny Marie Candelárské
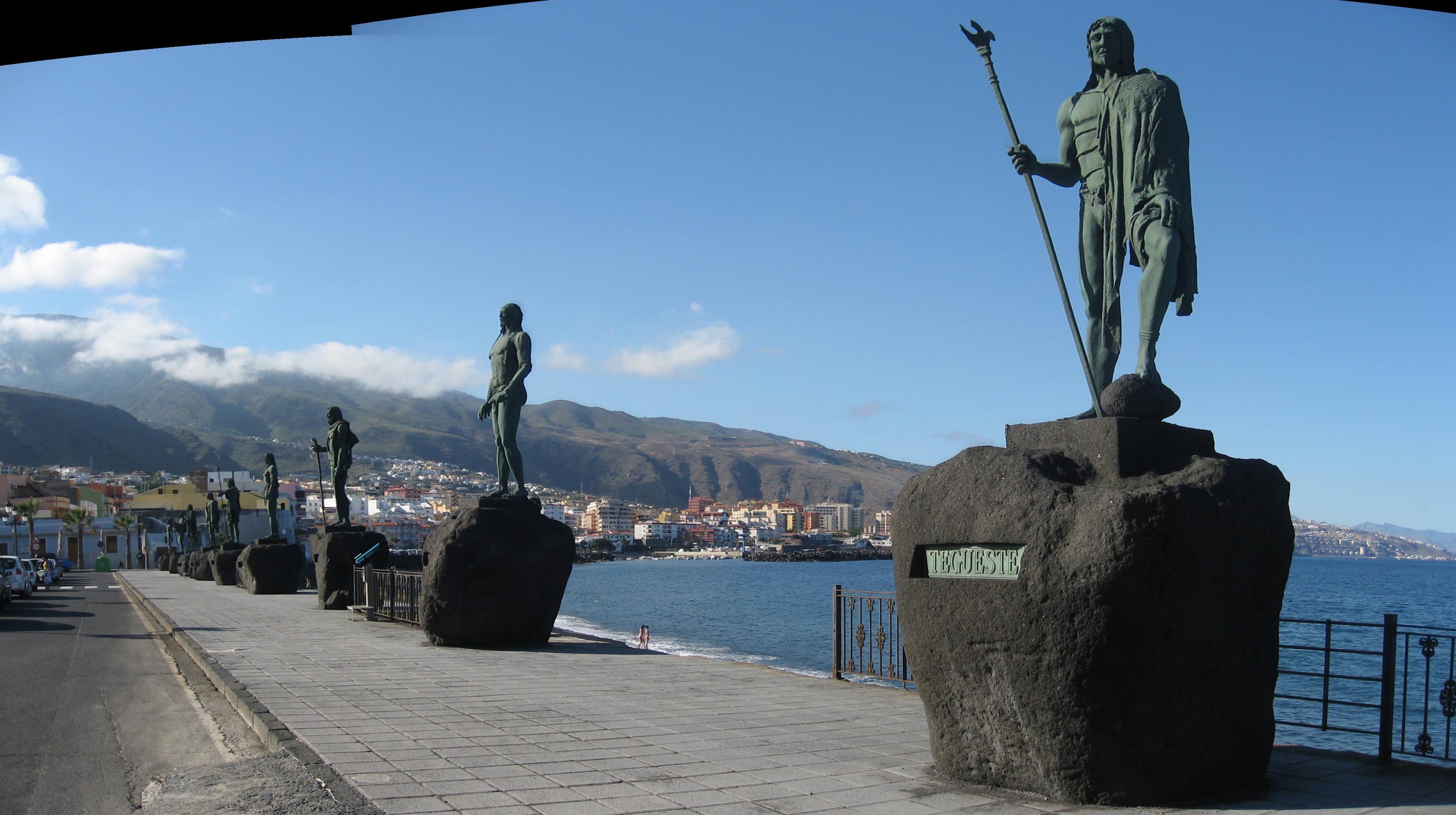
Sochy Guančů, původních obyvatel Kanárských ostrovů